# Силадьи, Арон
А́рон Си́ладьи (венг. Szilágyi Áron; род. 14 января 1990, Будапешт) — венгерский фехтовальщик на саблях, трёхкратный олимпийский чемпион в личном первенстве (2012, 2016 и 2020), бронзовый призёр Олимпийских игр в командной сабле (2020), чемпион мира 2007 года в команде (в возрасте 17 лет), чемпион мира в личных соревнованиях (2022), пятикратный чемпион Европы, многократный чемпион Венгрии. Лучший фехтовальщик Венгрии 2011 и 2012 годов. Почётный гражданин Будапешта с 2012 года. Кавалер офицерского креста ордена Заслуг Венгерской Республики.
Нёс флаг Венгрии на церемонии открытия летних Олимпийских игр 2016 года в Рио-де-Жанейро. В Рио стал первым с 1988 года саблистом, который сумел выиграть олимпийское золото в личном первенстве дважды подряд. При этом ни в Лондоне-2012, ни в Рио-2016 Силадьи не позволил никому из соперников набрать более 13 очков.
В 2021 году венгерский саблист стал автором выдающегося достижения: Силадьи — первый в истории фехтовальщик, выигравший три Олимпиады подряд в личном первенстве. Три дня спустя венгр выиграл бронзовую награду в командном турнире.
На Олимпийских играх 2024 года в Париже стал серебряным призёром в командном первенстве саблистов.